# Puigventós (Serrateix)
Puigventós és una masia de Serrateix, al municipi de Viver i Serrateix (Berguedà) inclosa en l'Inventari del Patrimoni Arquitectònic de Catalunya.

## Descripció
Masia orientada a l'E del tipus II segons la classificació de J. Danés, amb coberta a dues vessants i el carener perpendicular a la façana principal. És un edifici de dues plantes i golfes, amb les obertures disposades asimètricament al llarg de la façana. Disposa de molt poques finestres, totes elles de mides petites i allindanades com la porta principal.
A la mateixa façana es pot veure perfectament com la casa originària fou engrandida més tard; les obertures corresponents a l'obra moderna també són allindanades i de mida petita.

## Història
El mas de Puigventós fou una de les propietats del monestir de Santa Maria de Serrateix al llarg de l'època medieval i moderna. Prop del mas hi ha restes de sepultures excavades a la roca de finals del segle X o començaments del segle XI; també s'hi poden veure diversos forats a la roca que devien ajustar algunes construccions de fusta i tines, també medievals.